# Lajos Hatvany

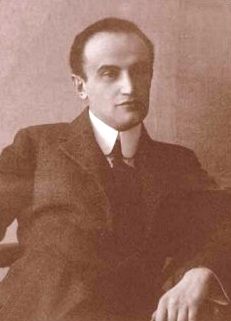
Lajos Hatvany um 1910

Lajos Hatvany; auch Lajos Hatvany-Deutsch; (geboren 28. Oktober 1880 in Budapest; Österreich-Ungarn als Ludwig Deutsch; gestorben 12. Januar 1961 in Budapest) war ein ungarischer Schriftsteller und Literaturkritiker.

## Leben

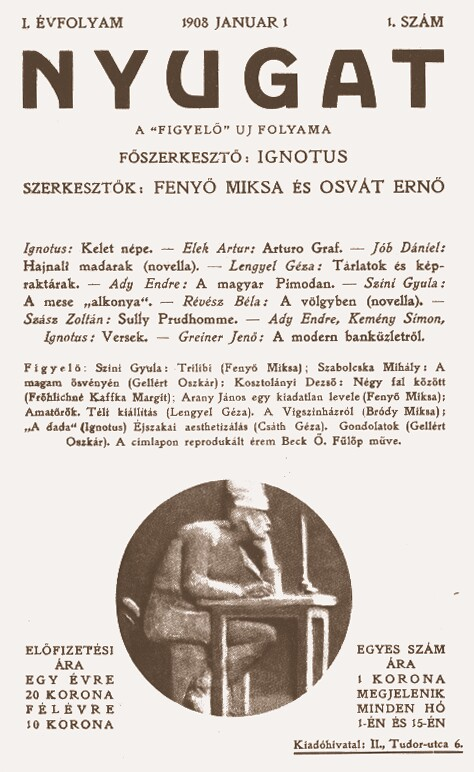
Hatvany war Gründer der Zeitschrift Nyugat (1908)

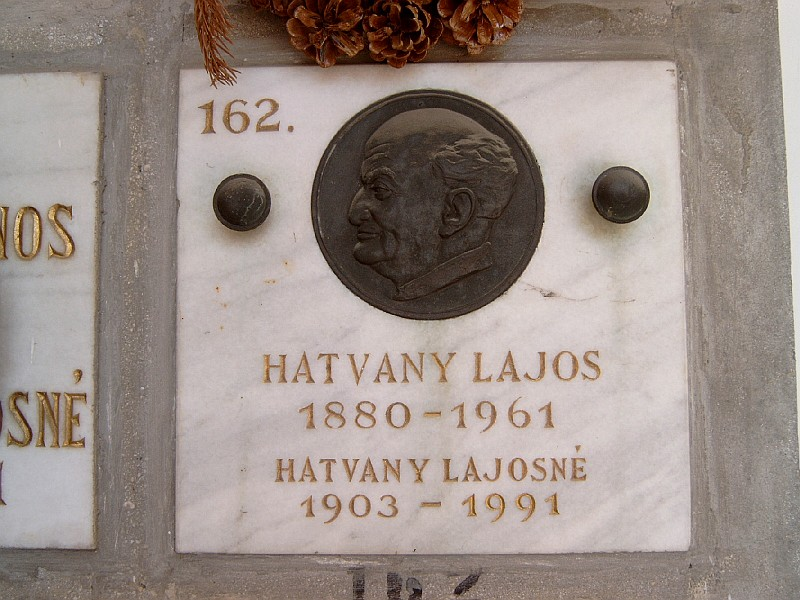
Grab auf dem Farkasréti temető

Ludwig Deutsch wurde in eine jüdische, ungarische, großbürgerliche Familie geboren. Sein Vater, der Zuckerindustrielle Sándor Hatvany-Deutsch (1852–1913), wurde 1908 zum Baron geadelt. Er erwarb standesgemäß Gut und Schloss in Hatvan und ungarisierte den Familiennamen nach seinem Wohnort in Hatvany-Deutsch, woraus schließlich Hatvany wurde. Die Kunstsammlung der Familie wurde vom jüngeren Bruder Ferenc von Hatvany bis in die Schlusstage des Zweiten Weltkriegs zusammengehalten, als sie von Deutschen, Russen und Ungarn geplündert und konfisziert wurde. Amália Moskowitz (die spätere Schriftstellerin Anna Lesznai) war eine Cousine.
Lajos Hatvany konvertierte 1908 zum Katholizismus. Er studierte Philologie an der Universität Freiburg im Breisgau und wurde an der Universität Budapest promoviert. Er betätigte sich als Journalist, Schriftsteller, Literaturkritiker und Literaturwissenschaftler. Er war ein Mäzen für die ungarische literarische Szene und der Geburtshelfer der Kulturzeitschrift Nyugat, deren Leitung Ignotus und Miksa Fenyő übernahmen. Durch seine Freundschaft mit Ignotus wurde er in Verbindung mit der Zeitung gesetzt. Er kaufte im Jahr 1909 die Hälfte der Aktien der Zeitschrift. In Ungarn galt Hatvany als ein Unterstützer der Moderne, in Deutschland war er einer der wichtigsten zeitgenössischen Essayisten und Kritiker, deren es um die Jahrhundertwende nicht mangelte. Deshalb strebte er die ganze Zeit danach, zwischen den beiden Kulturkreisen zu vermitteln. Hatvany hatte zahlreiche Auseinandersetzungen mit den Redakteuren von Nyugat. Er stand in besonders großem Konflikt mit Ernő Osvát, einem der Redakteure der Zeitschrift. Sie hatten unterschiedliche Meinungen über deren Richtung. Hatvany wollte aktuelle und lebensnahe Themen behandeln, die zentrale Rolle von Ady hervorheben und die wichtigen Persönlichkeiten der vorherigen Epoche anschließen. Osvát kritisierte auch mehrmals Hatvanys Schriften. Er entfremdete sich immer mehr vom Blatt, weil er sich dort nicht mehr zugehörig fühlte. Die Auseinandersetzungen von Osvát und Hatvany führten zur Hatvanys Verabschiedung. Eine ihrer Debatten im Jahr 1911 führte zu einem Duell, in dem Hatvany sich verletzte. Zuerst schenkten die Ungarn Hatvanys Werken keine Aufmerksamkeit. Er veröffentlichte aber seine Werke parallel in ungarischen und in deutschsprachigen Zeitschriften. Weil er wenig Akzeptanz in Ungarn hatte, wollte er seine Auslandsbeziehungen ausbauen und entwickeln. Interessanterweise bleibt seine Freundschaft mit Ignotus trotzdem jahrelang fruchtbar. Unabhängig von den Auseinandersetzungen mit den ungarischen Redakteuren von Nyugat wurden insgesamt ca. 100 Werke von Hatvany im Blatt veröffentlicht. Unter anderem wurden einige Gedichte (Cellában – „In der Zelle“, 1908), Essays, Beobachtungen und Briefe in Nyugat veröffentlicht. Hatvany war ein bedeutender Schriftsteller. Nicht nur stammen zahlreiche Artikel und Beiträge in Nyugat von ihm, auch gibt es zahlreiche Texte über ihn. 17 Autoren (wie zum Beispiel Miksa Fenyő, Ignotus, Mihály Babits, Endre Ady, Frigyes Karinthy und Zsolt Harsányi) schrieben insgesamt 25 Artikel über Hatvany. Dazu gehören auch Briefe von Dichterfreunden wie Ady oder Ignotus und Kritiken seiner Werke, wie zum Beispiel Zsolt Harsányis im Jahr 1927 erschienene Kritik über Hatvanys Werk, Bondy Jr.
Hatvany publizierte über den ungarischen Nationaldichter Sándor Petőfi und über seinen Dichterfreund Endre Ady. Sein Briefwechsel ist eine wichtige Quelle über die intellektuelle Szene Ungarns in der ersten Hälfte des Zwanzigsten Jahrhunderts. 1913 heiratete er die Tierbildhauerin Christa Winsloe. Sie trennten sich 1922 von ihm und Hatvany heiratete 1924 die 1903 geborene Jolán Somogyi.
Als Demokrat war er nach der bürgerlich-demokratischen Revolution 1918 Mitglied der ungarischen Nationalversammlung und nahm als Dolmetscher an den Belgrader Waffenstillstandsverhandlungen teil. Mit dem Präsidenten Mihály Károlyi verließ er im Juli 1919 Ungarn, als die Räteregierung die Macht übernommen hatte. Er konnte als Demokrat auch nicht mehr zurückkehren, als diese Regierung durch Admiral Miklós Horthy gestürzt wurde. Als er 1927 das Horthy-Ungarn betrat, wurde er sogleich angeklagt und zu sieben Jahren Zuchthaus und einer hohen Geldstrafe verurteilt, da er die ungarische Nation in Zeitschriftenartikeln geschmäht habe. Die Strafe wurde nach internationalen Protesten, unter anderem von Albert Einstein, Felix Salten und Franz Werfel, auf 18 Monate verringert und Hatvany wurde nach neun Monaten aus gesundheitlichen Gründen entlassen.
1938 wurden die antisemitischen Gesetze, die in Ungarn bereits 1920 ihren Anfang genommen hatten, verschärft, und Hatvany musste erneut aus Ungarn emigrieren. Über Paris ging er nach England, von wo er erst 1947 zurückkehren konnte. Er erhielt einen Lehrstuhl für Literaturgeschichte an der Universität Budapest, zog sich aber im stalinistischen Ungarn aus dem öffentlichen Leben zurück und schrieb an einer Petöfi-Biographie. 1959 wurde ihm der Kossuth-Preis verliehen. 1960 wurde er Mitglied der Ungarischen Akademie der Wissenschaften.
Hatvanys dritte Frau Erzsébet Marton Hatvany, die 1938 in Budapest geblieben war, konnte sich 1944 nur mit einem Schutzbrief, der von Raoul Wallenberg ausgestellt worden war, vor Zwangsarbeit und Deportation durch das Eichmann-Kommando und seine ungarischen Helfer retten.
Die Straße „Hatvany Lajos utca“ im III. Budapester Bezirk wurde nach ihm benannt.

## Literarisches Werk

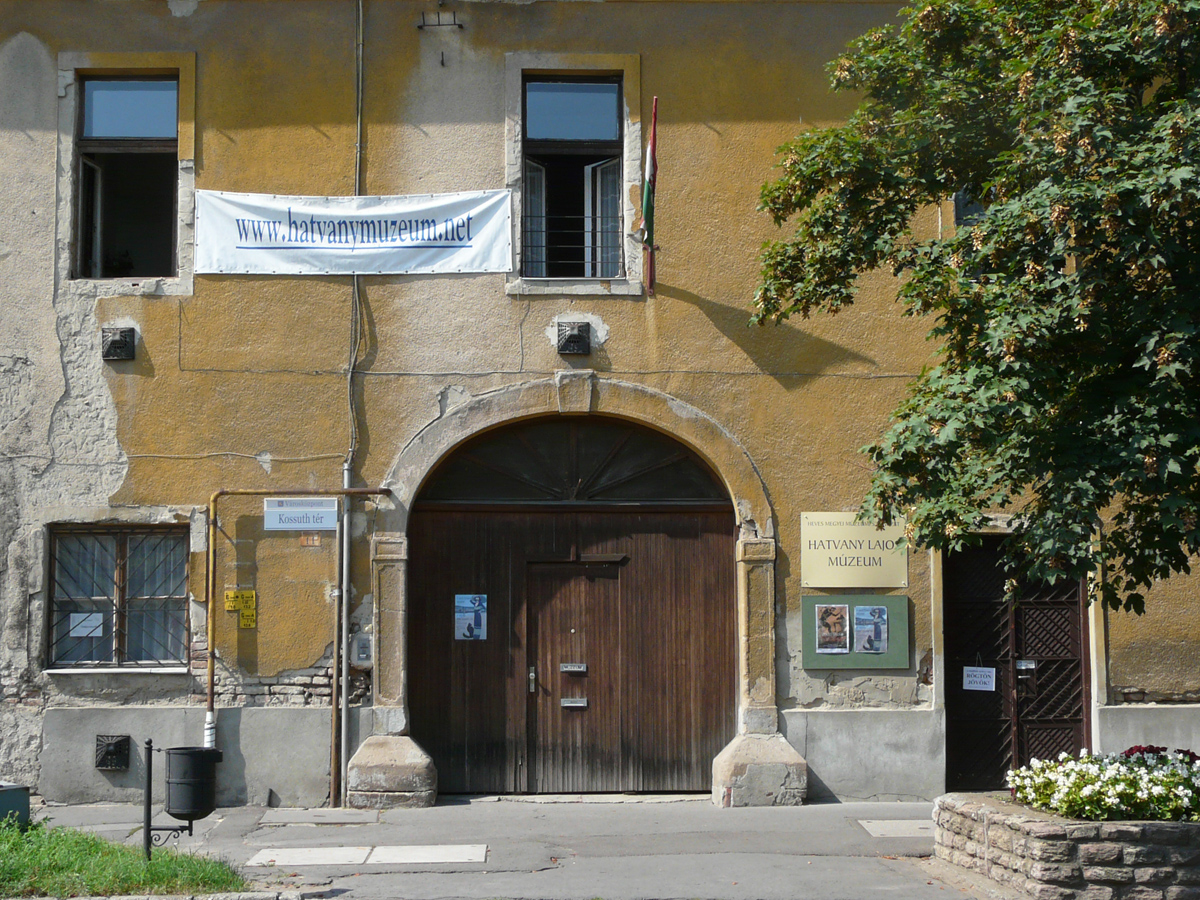
Hatvany Lajos Múzeum in Hatvan

Hatvany schrieb Romane, Lyrik und Theaterstücke. Sein Hauptwerk Urak és emberek (1927) (Bondy Jr.) steht unter dem Einfluss von Thomas Manns Buddenbrooks. Die deutsche Übersetzung besorgte er selbst. Der Bildungsroman ist gleichzeitig eine sozialgeschichtliche Analyse der Emanzipation und Assimilierung der Juden in der Gesellschaft Ungarns im 19. Jahrhundert, es erhielt daher den Spottnamen Judenbrocks. Auch dieser Roman enthält, wie sein literarisches Vorbild, autobiographische Bezüge. Nach der Veröffentlichung des ersten Bandes betonte die Rezeption die jüdische Herkunft von Hatvany und versuchte dadurch die stilistischen und ästhetischen Werte des Textes zu nivellieren. (Dieser Denkansatz spiegelt sich auch in der späteren Ausgabe des Gesamttextes wider: Auf dem Buchumschlag wurde eine zweideutige Stereotypie der vermeintlichen Selbstdarstellung und Selbstverschleierung der Juden geschildert.) Aufgrund der negativen Kritik wollte Hatvany die weiteren beiden Bände nicht publizieren, so wurden sie erst nach seinem Tod veröffentlicht. Obwohl die drei Bände zusammen eine Großerzählung ausmachen, die damals in Ungarn kaum zu finden war, geriet das Buch in Vergessenheit. Der Roman ist sowohl auf Deutsch als auch auf Ungarisch erschienen. Die ungarische Fassung besteht aus drei Büchern: Sigi in der Familie, Sigi im Leben und Sigi im Schloss, die drei Teile sind als Urak és emberek zusammengefasst. Der Titel der deutschen Fassung lautet aber Bondy Jr. Es kann festgestellt werden, dass die zbeiden Versionen nicht identisch sind. Die eine Version ist keine wortwörtliche Übersetzung der anderen. An einigen Stellen erklärt die deutsche Fassung die Umstände ausführlicher; während in der ungarischen Version vorausgesetzt wird, dass der Leser mit der ungarischen Kultur vertraut ist Es kommen viele Zitate aus der ungarischen Literatur (Petőfi, Arany, Vörösmarty etc.) vor, die von Hatvany selbst ins Deutsche übersetzt wurden. Hatvany schrieb auch unter den Pseudonymen Pilvax und Agricola.
Ein weiteres wichtigstes Werk von Hatvany wurde in 1921 – ein Jahr nach dem Friedensvertrag von Trianon – unter dem Titel Das verwundete Land in Leipzig, Wien und Zürich veröffentlicht. Das Werk ist eine zusammenfassende Literaturgeschichte Ungarns. Hatvany beginnt sein Werk mit einer positiven Widmung, in der er zwölf Ortschaften aufzählt, die aus kulturgeschichtlicher Hinsicht bedeutend sind, die aber nach dem Friedensvertrag von Ungarn weggenommen worden sind. In dem zweiten Teil der Widmung benennt Hatvany drei Politiker: Woodrow Wilson, Georges Clemenceau, David Lloyd George, denen Hatvany sein Werk nicht empfiehlt. Der vierte Name ist Romain Rolland, der französische Schriftsteller, Musikkritiker und Pazifist. Er hat für das Konzept eine zentrale Funktion: als fiktiver Adressat der Ungarn-Apologie signalisiert er eine höchste (über politisches Interesse stehende) Instanz, eine moralische Autorität und zugleich eine letzte Hoffnung der Ungarn auf Gerechtigkeit in ihrer Not. Hatvanys Ziel ist, das Ungarnbild bei anderen Ländern und Nationen Europas zu verbessern, denn Hatvany meinte, die Hauptursache für den Friedensvertrag von Trianon liege im gewandelten europäischen Ungarnbild in der zweiten Hälfte des 19. Jahrhunderts.

## Schriften (Auswahl)
- Die Wissenschaft des nicht Wissenswerten. Ein Kollegienheft. Zeitler, Leipzig 1908.
  - Nachdruck mit Einleitungen und Anmerkungen: Ludwig Hatvany: Die Wissenschaft des nicht Wissenswerten. Ein Kollegienheft. With English annotations by Anthony Grafton. Pergamon Press, Oxford 1986, ISBN 0-08-030825-2.
- Ich und die Bücher (Selbstvorwürfe des Kritikers). Paul Cassirer, Berlin 1910
- Die Berühmten: Schauspiel in 3 Akten. G. Müller, München 1913
- Das verwundete Land. Tal, Leipzig 1921
- Urak és emberek. Genius, Budapest 1927. Deutsch: Bondy jr. Ein Roman. Eigene Übersetzung. Drei Masken Verlag, München 1929
- Ady: Cikkek, emlékezések, levelek. Szépirodalmi, Budapest 1959
- Rodion Markovits: Sibirische Garnison. Roman unter Kriegsgefangenen. Aus dem Ungarischen von Ludwig Hatvany, bearbeitet von Ernst Weiss. Propyläen, Berlin 1930. Abdruck in der Vossischen Zeitung unter dem Titel Das Lager am Ussuri.

## Belege
1. ↑  Tamás Harmat, Zsuzsa Soproni: Verschränkte Kulturen: Polnisch-deutscher und ungarisch-deutscher Literatur- und Kulturtransfer. Frank & Timme GmbH, 2018, ISBN 978-3-7329-0380-1 (google.hu [abgerufen am 18. Dezember 2020]).
2. 1 2 3  Mara Kibelbeck: Hatvany Lajos, a mecénás. In: Cultura - a kulturális magazin. 28. Oktober 2015, abgerufen am 11. Januar 2021.
3. ↑  Tamás Harmat, Zsuzsa Soproni: Verschränkte Kulturen: Polnisch-deutscher und ungarisch-deutscher Literatur- und Kulturtransfer. Frank & Timme GmbH, 2018, ISBN 978-3-7329-0380-1 (google.hu [abgerufen am 18. Dezember 2020]).
4. ↑  Lexikon deutsch-jüdischer Autoren, Band 10, 2002, S. 241
5. ↑  Der Schutzbrief wurde von „Bauman rare books“ versteigert
6. ↑  Lexikon deutsch-jüdischer Autoren, Band 10, 2002, S. 246
7. ↑  Kristina-Monika Kocyba: Die Stadt als Skizze des Selbst: Ludwig Hatvanys jüdische Familiensaga Bondy Jr. (1929). In: De Gruyter (Hrsg.): Yearbook for European Jewish Literature Studies.

| Personendaten    | Personendaten                                                     |
| ---------------- | ----------------------------------------------------------------- |
| NAME             | Hatvany, Lajos                                                    |
| ALTERNATIVNAMEN  | Hatvany-Deutsch, Lajos; Deutsch, Ludwig; Hatvany, Ludwig          |
| KURZBESCHREIBUNG | ungarischer Schriftsteller und Politiker, Mitglied des Parlaments |
| GEBURTSDATUM     | 28. Oktober 1880                                                  |
| GEBURTSORT       | Budapest                                                          |
| STERBEDATUM      | 12. Januar 1961                                                   |
| STERBEORT        | Budapest                                                          |